# Progomphus perpusillus
Progomphus perpusillus är en trollsländeart som beskrevs av Friedrich Ris 1918. Progomphus perpusillus ingår i släktet Progomphus och familjen flodtrollsländor. Inga underarter finns listade i Catalogue of Life.